# Monstre humain

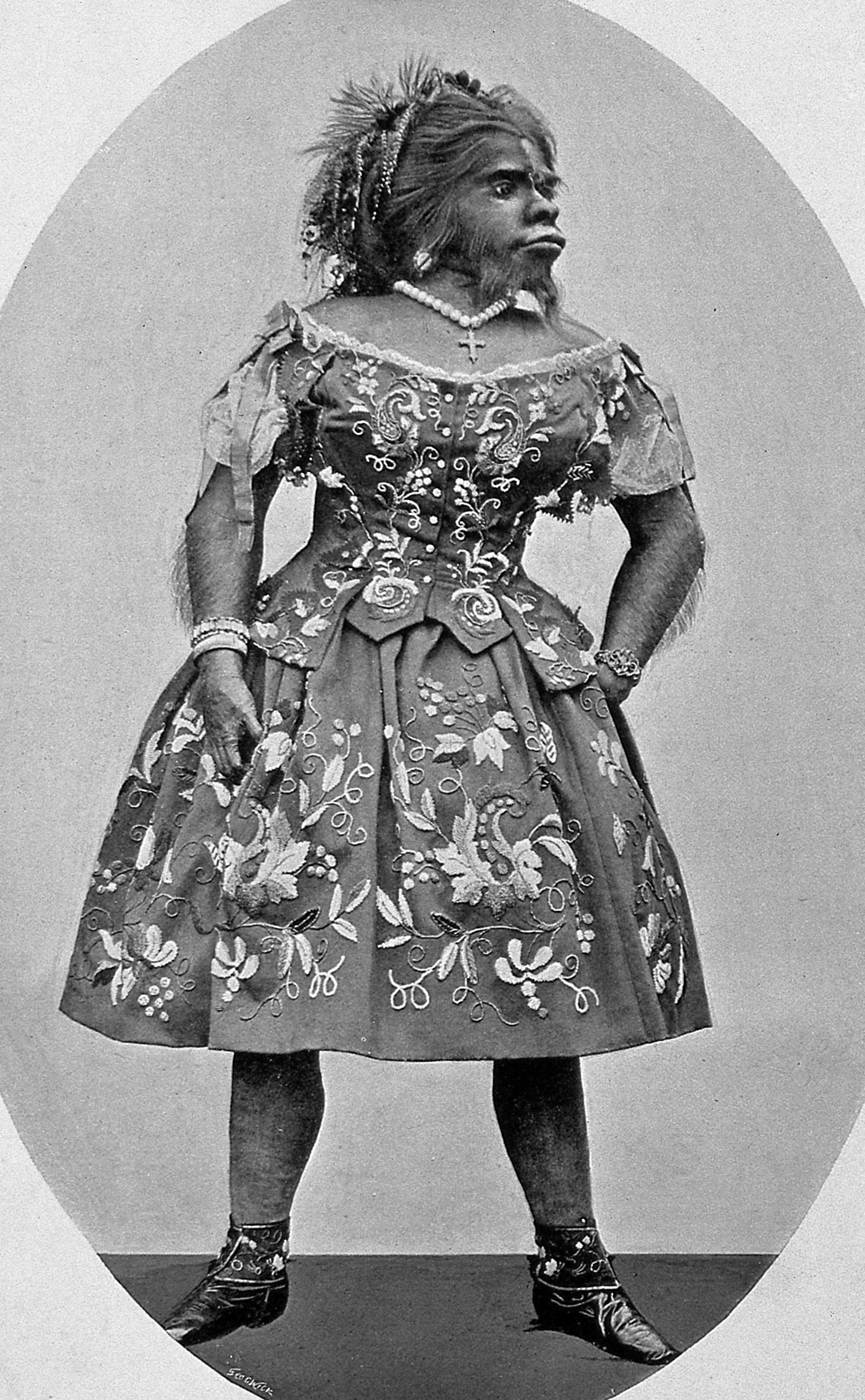
Corps embaumé de Julia Pastrana, une femme exhibée comme phénomène de foire durant sa vie et après sa mort (photographie datant du XIXe siècle).

Le terme « monstre humain » désignait, dans le langage courant et médical, des êtres humains porteurs de particularités physiques visibles et impressionnantes pouvant être dues à des variations ou malformations congénitales, des anomalies acquises ou des troubles génétiques ou du développement. Ce terme n'est plus employé de nos jours en raison de sa connotation déshumanisante.
Ces personnes ont été présentées ou se sont produites dans des spectacles forains, des cirques ou des zoos humains en tant que phénomènes de foire ou curiosités médicales. Jugées dégradantes, ces exhibitions ont été interdites en Europe, à la fin du XIXe siècle, elles perdurent aux États-Unis sous le terme de freak show.
L'étude de leurs malformations entre dans le cadre de la tératologie.

## Exhibitions

### Comme phénomènes de foire
Les personnes porteuses de ces physiques hors normes ont parfois servi d'attraction dans les foires notamment aux XIXe et XXe siècles en Europe et aux États-Unis. Souvent rejetées par la société, elles n'avaient souvent pas d'autres choix pour vivre que de s'exhiber comme curiosité anatomique et phénomène de foire. L'interdiction au XIXe siècle en Europe de ces exhibitions considérées comme dégradantes mit fin à ce moyen de subsistance pour certaines d'entre elles.

### Comme hybrides homme-animal
La Laotienne Krao Farini atteinte d'hypertrichose est présentée en 1886 comme une hybride homme-singe.
Les hybrides homme-animal, comme le centaure ou le loup-garou, sont fréquents dans de nombreuses mythologies ou légendes populaires. Les annales médicales ont désigné certains cas de malformations comme des exemples d'hybridation homme-animal, sans que des preuves scientifiques de fécondations inter-espèces n'aient jamais été établies,.

## Personnes célèbres exhibées comme «monstres humains»
- Tognina Gonsalvus et son père Petrus Gonsalvus, atteints d'hypertrichose.
- Pasqual Piñón (1889–1929) : Une version de son histoire parle des restes de son frère jumeau mort in utero ; la seconde raconte qu'il souffrait en fait d'une large tumeur bénigne au sommet de la tête et qu'un chef de foire l'aurait fait passer pour une seconde tête en utilisant de la cire. Après sept ans d'exhibition, sa tumeur lui fut retirée.
- Frank Lentini : il avait trois jambes. La troisième était située au-dessus des fesses, dans la continuité de la colonne vertébrale. Elle ne lui permettait pas de marcher (car plus courte que les deux autres) mais il s'en servait comme tabouret. Pour la petite histoire, il avait un très bon ami unijambiste avec qui il partageait l'achat de chaussures, tous deux faisant la même pointure.
- Maria Lhaurens : une femme, née en Espagne le 10 août 1803, atteinte de nanisme, qui ne mesura jamais plus de 0,60 mètre.
- Joseph Merrick : Britannique présenté comme phénomène de foire sous le surnom d'Elephant Man (« homme éléphant »), atteint du syndrome de Protée[3].

## Dans la culture

### Littérature
- Spurs de Tod Robbins.
- L'Homme qui rit de Victor Hugo, dont le personnage principal est Gwynplaine et qui fut une inspiration pour le personnage du Joker.
- Notre-Dame de Paris de Victor Hugo, dont le personnage principal est Quasimodo.

### Cinéma
Plusieurs films ont été consacrés aux « monstres » et aux réactions qu'ils provoquent, autour du thème de la différence. Freaks (La Monstrueuse Parade, 1932) de Tod Browning et Elephant Man (1980) de David Lynch sont les plus notoires.
D'autres films ont été tournés sur le sujet, comme le Mari de la femme à barbe de Marco Ferreri, ou Mask de Peter Bogdanovich.
L'Assistant du vampire est un film américain réalisé par Paul Weitz en 2008 où les personnages vivent dans un cirque de monstres.
En 2014 sort la saison 4 de la série américaine American Horror Story baptisé Freak Show (produit par Ryan Murphy) dans laquelle nous suivons la vie d'un cirque de monstres humains des années 50.